# کوژا گورا
کوژا گورا (به لهستانی:  Kurza Góra) یک روستا در لهستان است که در گمینا کوشچیان واقع شده‌است.
 کوژا گورا  ۸۴۲ نفر جمعیت دارد.